# La Bosse-de-Bretagne
La Bosse-de-Bretagne (auf Gallo: La Bocz, auf Bretonisch: Bosenn) ist eine französische Gemeinde in der Region Bretagne mit 691 Einwohnern (Stand: 1. Januar 2022). Sie gehört zum Département Ille-et-Vilaine, zum Arrondissement Redon und zum Kanton Bain-de-Bretagne. Die Bewohner nennen sich Bosséen.

## Geographie
Das Siedlungsgebiet befindet sich auf ungefähr 50 Metern über Meereshöhe. Die Gemeinde grenzt im Norden an Le Sel-de-Bretagne, im Nordosten an Tresbœuf, im Osten an Lalleu, im Südosten an die Enklave von Tresbœuf, im Süden an Ercé-en-Lamée, im Südwesten an Bain-de-Bretagne und im Westen an Pancé.

## Bevölkerungsentwicklung
| Jahr      | 1962 | 1968 | 1975 | 1982 | 1990 | 1999 | 2005 | 2013 |
| --------- | ---- | ---- | ---- | ---- | ---- | ---- | ---- | ---- |
| Einwohner | 507  | 495  | 437  | 390  | 388  | 386  | 510  | 629  |

## Sehenswürdigkeiten
- Kirche Sainte-Trinité